# Sachdarlehensvertrag
Der Sachdarlehensvertrag ist neben dem Gelddarlehen eine Form des Darlehensvertrages. Der Sachdarlehensvertrag verpflichtet den Darlehensgeber, dem Darlehensnehmer eine vereinbarte vertretbare Sache zu überlassen. Der Darlehensnehmer ist zur Zahlung eines Darlehensentgelts sowie zur Rückerstattung einer dem Empfangenen gleichartigen Sache verpflichtet. Das Darlehensentgelt kann – je nach Vereinbarung – auch entfallen. § 607 Abs. 2 BGB stellt klar, dass die Vorschriften über das Sachdarlehen auf die Überlassung von Geld keine Anwendung finden. Für diesen Fall gelten vielmehr die Vorschriften der §§ 488 ff. BGB (Gelddarlehen).
Vor der Schuldrechtsreform war das Darlehensrecht in Deutschland einheitlich in den §§ 607 bis 610 BGB geregelt und umfasste sowohl den Geld- als auch den Sachdarlehensvertrag. Durch das zum 1. Januar 2002 in Kraft getretene Gesetz zur Modernisierung des Schuldrechts wurde das Sachdarlehen als eigenständiger Vertragstyp eingeführt. Die gesetzliche Regelung des Sachdarlehens erfolgte in den §§ 607 ff. BGB. Die Differenzierung wurde notwendig, da der Geschäftsverkehr sich so entwickelte, dass für das Gelddarlehen die Regelungen der alten §§ 607 ff. BGB nicht mehr ausreichten und die Integration des Verbraucherschutzes in das BGB besondere Vorschriften für den Verbraucherdarlehensvertrag erforderte, die mit den Besonderheiten des Sachdarlehens nichts mehr gemeinsam hatten.
Zur Abgrenzung des unentgeltlichen Sachdarlehens von der (unentgeltlichen) Leihe bzw. des entgeltlichen Sachdarlehensvertrags vom Mietvertrag ist darauf abzustellen, ob die überlassene Sache zurückgegeben werden soll (dann Leihe oder Mietvertrag) oder ob (andere) Sachen gleicher Art, Güte und Menge zurückzugewähren sind (dann Sachdarlehen). Sachdarlehen liegt also meist vor, wenn die Sache verbraucht (Nahrungsmittel) oder verarbeitet werden soll. Demnach wird die darlehensweise überlassene Sache auch an den Empfänger übereignet, die verliehene Sache nicht. Der Rückgewähranspruch des Darlehensgebers hängt, soweit eine Zeit nicht bestimmt wurde, von der Kündigung des Sachdarlehens ab, § 608 BGB. Mit der Rückerstattung wird spätestens auch der Anspruch auf Zahlung des Darlehensentgelts fällig.
Sachdarlehen treten, außer als Wertpapierleihe, in der Praxis selten auf.

## Islamisches Bankwesen
Im islamischen Bankwesen wird der Sachdarlehensvertrag verwendet, um trotz des Zinsverbotes zinstragende Geschäfte durchführen zu können.